# باشگاه فوتبال چانگچون یاتای
باشگاه فوتبال چانگچون یاتای (به چینی ساده‌شده: 长春亚泰) یک باشگاه فوتبال واقع در شهر چانگچون و در کشور چین می‌باشد که در سوپر لیگ فوتبال چین بازی می‌کند.
این باشگاه در تاریخ ۶ ژوئن ۱۹۹۶ میلادی تأسیس شده است.
چانگچون یاتای سابقهٔ یک بار قهرمانی در سوپر لیگ فوتبال چین در سال ۲۰۰۷ را در کارنامهٔ خود دارد.

## بازیکنان برجسته
جونیور نگرائو